# 113214 Vinkó
113214 Vinkó è un asteroide della fascia principale. Scoperto nel 2002, presenta un'orbita caratterizzata da un semiasse maggiore pari a 3,0172943 au e da un'eccentricità di 0,0896711, inclinata di 10,05861° rispetto all'eclittica.
L'asteroide è dedicato all'astronomo ungherese József Vinkó.